# Veronica Abrahamse
Veronica Abrahamse (* 18. März 1980) ist eine ehemalige südafrikanische Leichtathletin, die im Kugelstoßen sowie im Diskuswurf an den Start ging. Ihren größten Erfolg feierte sie mit dem Afrikameistertitel 1998 in Dakar sowie zahlreichen weiteren Medaillen auf kontinentaler Ebene und zählt damit zu den erfolgreichsten Kugelstoßerinnen ihres Landes.

## Sportliche Laufbahn
Erste internationale Erfahrungen sammelte Veronica Abrahamse im Jahr 1997, als sie bei den Juniorenafrikameisterschaften in Ibadan mit 15,80 m die Goldmedaille im Kugelstoßen gewann und im Speerwurf mit 47,52 m die Bronzemedaille. Im Jahr darauf gelangte sie bei den Juniorenweltmeisterschaften in Annecy mit 14,41 m auf den elften Platz im Kugelstoßen und verpasste im Speerwurf mit 37,09 m den Finaleinzug. Anschließend siegte sie bei den Afrikameisterschaften in Dakar mit 15,07 m im Kugelstoßen, ehe sie bei den Commonwealth Games in Kuala Lumpur mit 16,52 m die Bronzemedaille hinter den Engländerinnen Judy Oakes und Myrtle Augee. 1999 gewann sie bei den Afrikaspielen in Johannesburg mit 16,53 m die Silbermedaille hinter der Nigerianerin Vivian Chukwuemeka und 2001 gelangte sie bei der Sommer-Universiade in Peking mit 16,18 m Zehnter im Kugelstoßen und schied im Diskuswurf mit 41,46 m in der Vorrunde aus. Im Jahr darauf gewann sie bei den Commonwealth Games in Manchester mit 16,77 m die Bronzemedaille hinter der Nigerianerin Vivian Chukwuemeka und Valerie Adams aus Neuseeland. 2003 gewann sie bei den Afrikaspielen in Abuja mit 15,77 m die Silbermedaille hinter der Nigerianerin Chukwuemeka, ehe sie bei den Afro-Asiatischen Meisterschaften in Hyderabad mit 16,60 m den vierten Platz belegte. 2007 gewann sie bei den Afrikaspielen in Algier mit 15,75 m die Bronzemedaille hinter der Nigerianerin Chukwuemeka und ihrer Landsfrau Simoné du Toit. Im Jahr darauf gewann sie bei den Afrikameisterschaften in Addis Abeba mit 16,00 m die Bronzemedaille hinter den Nigerianerinnen Chukwuemeka und Kasey Onmuchekwa. 2011 gewann sie bei den Afrikaspielen in Maputo mit 15,70 m die Silbermedaille hinter der Kamerunerin Auriol Dongmo. Im selben Jahr beendete sie dann ihre aktive sportliche Karriere im Alter von 31 Jahren.
In den Jahren 1998, 2000 und 2001 sowie 2009 und 2011 wurde Abrahamse südafrikanische Meisterin im Kugelstoßen.

## Persönliche Bestleistungen
- Kugelstoßen: 17,76 m, 8. März 2002 in Kapstadt
- Diskuswurf: 48,67 m, 28. April 2001 in Port Elizabeth